# Saint-Aubin-de-Cadelech
Saint-Aubin-de-Cadelech is een gemeente in het Franse departement Dordogne (regio Nouvelle-Aquitaine) en telt 311 inwoners (2005). De plaats maakt deel uit van het arrondissement Bergerac.

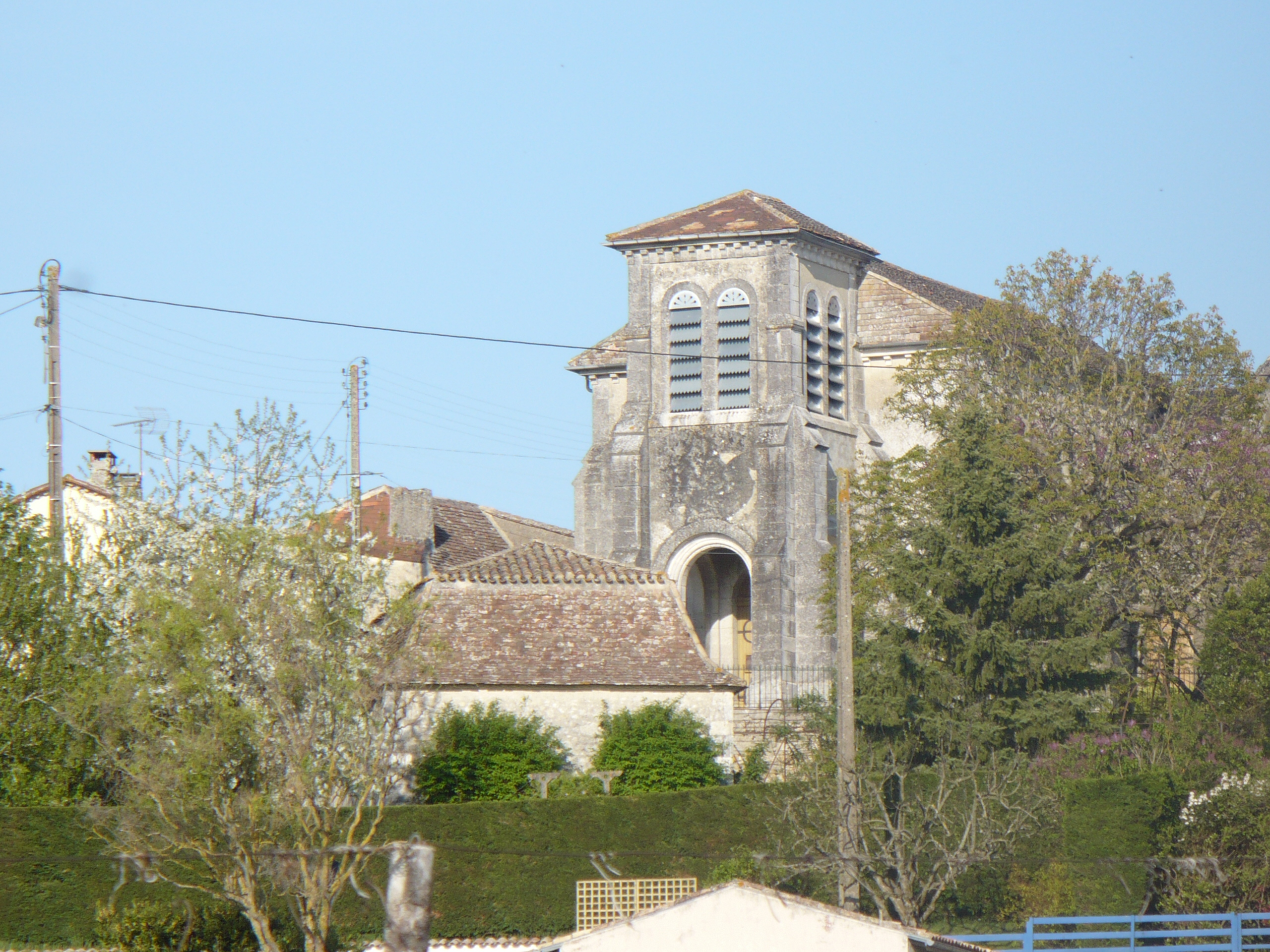

## Geografie
De oppervlakte van Saint-Aubin-de-Cadelech bedraagt 13,5 km², de bevolkingsdichtheid is 23,0 inwoners per km².
De onderstaande kaart toont de ligging van Saint-Aubin-de-Cadelech met de belangrijkste infrastructuur en aangrenzende gemeenten.

## Demografie
Onderstaande figuur toont het verloop van het inwonertal (bron: INSEE-tellingen).